# 劉三才 (萬曆四川進士)
劉三才（1562年1月12日—1595年），字汝立，號中吾，四川順慶府鄰水縣人，民籍，明朝政治人物。萬曆十年壬午科解元，十一年聯捷癸未科進士，官至吏部文選司主事。

## 生平
劉三才出生于嘉靖四十年十二月初八（1562年1月12日），早年為縣學生，治《易經》，萬曆十年（1582年）壬午科四川鄉試第一名舉人（解元），通政司觀政，選授襄陽府推官，十一年（1583年）聯捷癸未科三甲第一百八名進士，十六年（1588年）七月升吏部稽勳司主事，十七年（1589年）調考功司主事，十八年（1590年）因病告假，二十二年（1594年）補稽勳司主事，調文選司主事，二十三年（1595年）削職為民，同年卒。

## 遺跡
鄰水城內上街原有為其所立之“解元聯第天官大夫坊”。在其老宅貴人漕大屋基旁小山坡有高約40cm的其夫婦雕像。

## 墓葬
劉三才墓在鄰水縣城西門外一里許，墳塋高大，墳兩旁立有石馬翁仲。根據未刊家譜記載其墓因被踐踏而引起一場官司。

## 著作
- 《掛榜山》[24]

《所謂誠其意者毋自欺也》
《夫易聖人所以祟德而廣業也知崇禮早崇效天甲法地天地設位而易行乎其中亦成性存存道義之門》
《人君以天之心為心》
《无题》

## 家族
六世祖烈祖劉壽，五世祖天祖劉尚綸，高祖劉介，曾祖劉祥，祖父劉繼僊，父劉淶，母甘氏。兄劉三聘、劉三綱、劉三重，弟劉三暘。劉三才娶梁氏，繼娶江氏，江氏生劉士英。兄劉三聘娶唐氏，唐氏生劉士賓、劉士魁、劉士光、劉士盛。其九代裔孫有劉麗澤。
劉三才出生於桂林漕（今四川省鄰水縣長安鄉貴人漕），其族裔目前主要群居于大屋基、台子壪、水井壪、河堰口、小屋基、金埡、鄰水龍橋鄉馬鞍山灣、龍橋鄉姜上溝、龍橋鄉羅家嶺、龍橋鄉拔耳岩、龍橋鄉天星橋、龍橋鄉千子萬年、龍橋鄉燕梁子、城北鎮朱家垻、延勝鄉洞溝、三古鄉雙豐、石永鎮黃家埡口、柳塘鄉李家欠、龍橋鄉瓦廠灣、關河鄉西河咀、古路鄉逛岩寺、古路鄉劉家灣、古路鄉竹角灘、古路鄉侯家廟、豐禾鎮福利、荊坪鄉、同石鄉、柳塘鄉瓦木溝、柳塘鄉辛家灣、袁市鎮合口岩等地，鄰水其它區域也有散居，劉淶祖輩劉价、劉金祖由湖廣黃州府麻城縣孝感鄉水牛塘遷徙至川北道順慶府鄰水縣桂林漕，地號龍井溝，宅名蔑匠灣。劉三才是“三”字輩，价、金祖入川後第六代，入川族譜載四十字輩：价壽尚季圭、三仕應逢鼎、啓志良心現、廣發永長綿、宗強生貴子、聖王佑福卿、祖坐豐華地、萬代慶興隆。目前後裔從發字輩到子字輩都有在世。